# 15503 Estradioto
15503 Estradioto è un asteroide della fascia principale. Scoperto nel 1999, presenta un'orbita caratterizzata da un semiasse maggiore pari a 2,647677 UA e da un'eccentricità di 0,059878, inclinata di 3,552377° rispetto all'eclittica. Ha un diametro di 9,634 km e un'albedo di 0,050.